# Nasen- und Rachenkampfstoff
Nasen- und Rachenkampfstoffe sind chemische Kampfstoffe, die sehr reizend auf den Nasen-Rachen-Raum wirken. Diese Kampfstoffklasse ist auch unter der Bezeichnung Blaukreuz bekannt, da während des Ersten Weltkrieges Munition mit diesen Kampfstoffen mit einem blauen Kreuz gekennzeichnet war. Während des Zweiten Weltkrieges wurde auch der Begriff Blauring-Klasse verwendet. Die Begriffsbezeichnung ist inzwischen veraltet, die Kampfstoffe sind weitestgehend vernichtet worden.

## Beispiele und Geschichte
- Adamsit (Phenarsazinchlorid)
- Clark I (Diphenylarsinchlorid)
- Clark II (Diphenylarsincyanid)
- Clark III (Diphenylaminarsincyanid)

In der Dynamitfabrik Lind im Rheinland wurden die chemischen Kampfstoffe im Auftrag der Militärs im Ersten Weltkrieg entwickelt und erstmals am 10. Juli 1917, also nur zwei Tage vor dem ersten Einsatz von Gelbkreuz, zum Einsatz gebracht. Als die französische Armee nach dem Kriegsende große Gebiete von Deutschland erhielt, unter anderem auch die dort etablierten Fabriken, fiel ihnen auch die Dynamitfabrik zu. Hier waren rund 20.000 Kilogramm Blaukreuz hergestellt und in einer Grube auf dem Gelände gelagert worden. Die neuen Machthaber beschlossen, diese Kampfstoffe unschädlich zu machen, wozu in der Wahner Heide Tiefbehälter in die Erde gebracht wurden, in welche das Blaukreuz samt Glasscherben, Erde und Flüssigbeton dauerhaft versenkt wurden. Was später damit geschah, ist nicht überliefert.

## Wirkung
Diese Kampfstoffe durchdrangen die Atemschutzfilter der damaligen Gasmasken und wirkten stark reizend, so dass sich die Betroffenen die Gasmasken herunterrissen (Maskenbrecher) und dann gegen weitere Angriffe mit Lungenkampfstoffen (Grünkreuz) ungeschützt waren. Eine Abhilfe brachten zusätzliche Filterscheiben (als Schnappdeckel bezeichnetes Blaukreuz-Vorfilter), diese erschwerten aber das Atmen sehr.
Häufig wurden Granaten verwendet, um Blaukreuz auch über weitere Entfernungen zielsicher zum Einsatz zu bringen. Dazu wurden mit dem festen Kampfstoff gefüllte kleine Flaschen in die Granate eingesetzt und mit geschmolzenem Sprengstoff umgossen. Bei der Explosion zerstäubte der Kampfstoff zu einem Aerosol.
Im deutschen Heer (Kaiserreich) unterschied man zwischen der Blaukreuz- und der Blaukreuz-1-Granate. In der Blaukreuzgranate wurde Diphenylarsinchlorid verwendet, während in der Blaukreuz-1-Granate Diphenylarsincyanid und Gemische dieses Stoffes mit Phenylarsindichlorid zum Einsatz kamen.

„Diese organischen Arsenverbindungen üben die allerstärkste Wirkung auf die Schleimhaut der Nase und des Rachens aus. Es kommt zuerst zu heftigem Husten, Steigerung der Nasensekretion und Speichelfluß. Nach einigen Minuten übergreifen die Reizerscheinungen auf die Nebenhöhlen und rufen Druckgefühl sowie Schmerzen im Kopf, in den Kiefern, Ohren und Zähnen hervor. Mit dem Weiterschreiten der Reizstoffe in die Lungen schließen sich Schmerzen in der Gegend des Brustbeines, Atemnot, Beklemmungsgefühl, dann bei hohen Konzentrationen durch resorptive Wirkung Benommenheit, Bewußtlosigkeit, starke Schmerzen in Gliedern und Gelenken an. Der ultramikroskopisch feine Staub der Blaukreuzgruppe durchdrang die Einsätze der im Weltkrieg gebräuchlichen Gasmasken und zwang die Soldaten, die Masken vom Gesicht wegzureißen, so daß sie der Einwirkung der anderen Kampfstoffe preisgegeben waren (daher der Name „Maskenbrecher“).“